# Kendlspitze
Kendlspitze to szczyt w grupie Granatspitzgruppe, w Wysokich Taurach we Wschodnich Alpach. Leży w Austrii, w Tyrolu Wschodnim. Dawniej szczyt ten nazywany był przez miejscowych Sunzkogl.
Góra posiada dwa szczyty: "Vordere Kendlspitze" (wyższy) i "Hintere Kendlspitze" (niższy). Wejście na szczyt nie przedstawia większych trudności.
Pierwszego wejścia, w 1894 roku, dokonał M. V. Prielmayer.